# 瀨織津薄餅狀穹丘
瀨織津薄餅狀穹丘（英語：Seoritsu Farra）是金星上最大的薄餅狀穹丘群體，由七個薄餅狀穹丘所組成；高度最高不超過750公里，直徑則分布在22.5和25.3公里之間，比位在艾斯特拉區的卡爾門塔薄餅狀穹丘其中兩個薄餅狀穹丘要小上一半。
此地形可能比它所在的α區還要古老，然而其中四個薄餅狀穹丘卻出現矛盾，因為它們的存在理應使其他三個古老的薄餅狀穹丘以及附近的地形產生變化。

## 外部連結
- USGS Planetary Names – Lavinia Planitia （页面存档备份，存于）